# 왕피천
왕피천(王避川)은 경상북도 영양군 수비면 오기리에서 발원해 울진군을 지나 동해로 흘러드는 길이 60.95 km의 하천이다. 하천의 유역은 현재 생태, 경관 보전 지역으로 지정되어 있다. 왕피천 피래미축제가 열리는 곳이기도 하다.

## 같이 보기
- 왕피천환경출장소